# Base SUMMER SMILE
base SUMMER SMILE（ベース・サマー・スマイル）は、baseよしもとに出演する吉本興業所属のお笑い芸人が、歌唱を披露するイベント。過去に2回開催された。

## 概要
2002年8月31日と2003年7月27日に、いずれもWTCオープンエアスタジアムにて開催された。通称「サマスマ」。
主に歌唱される楽曲は、モーニング娘。や浜崎あゆみ、SMAP、V6などの音楽家による既存のもの。また、2丁拳銃やWEST SIDE、れもんてぃーず（フットボールアワー）などは、自ら制作した楽曲を披露した。
現在東京を拠点として活躍する芸人たちが多く出演。かつては毎日放送やGAORAでも放送されたことがある。ソフト化されていない。
2003年の同イベントをもって、FUJIWARA、シャンプーハット、陣内智則、バッファロー吾郎、サバンナ、$10、ランディーズ、野性爆弾、フットボールアワー、ビッキーズ、ロザン、チュートリアル、ブラックマヨネーズ、キングコング、ザ・プラン9、土肥ポン太、後藤秀樹、ケンドーコバヤシ、友近はbaseよしもとを卒業。うめだ花月へと移動した。一方、当時タレントプロデュース組に昇格したばかりだったダイアンは卒業するかbaseに残留するかの選択の中で当時のタレプロ組で唯一base残留を決意し、その後2008年4月に卒業した。

## 出演者

### 2002年
元baseメンバーであり、2000年に卒業した2丁拳銃と2001年に卒業したたむらけんじがゲスト出演。またこの年はイチオシ組・タレプロ組・ガブンチョ組全メンバーによる「南中ソーラン」が披露された。

#### イチオシ組・タレントプロデュース組
- FUJIWARA（原西孝幸・藤本敏史）
- シャンプーハット（小出水直樹・てつじ）
- 陣内智則
- バッファロー吾郎（木村明浩・竹若元博）
- サバンナ（八木真澄・高橋茂雄）
- $10（白川悟実・浜本広晃）
- 次長課長（河本準一・井上聡）
- ランディーズ（中川貴志・高井俊彦）
- 野性爆弾（川島邦裕・城野克弥）
- フットボールアワー（岩尾望・後藤輝基）
- ビッキーズ（木部信彦・須知裕雅）
- ケンドーコバヤシ
- チュートリアル（徳井義実・福田充徳）
- ロザン（菅広文・宇治原史規）
- 土肥ポン太
- ザ・プラン9（お〜い!久馬・鈴木つかさ・浅越ゴエ・なだぎ武・ヤナギブソン）
- ブラックマヨネーズ（小杉竜一・吉田敬）
- キングコング（西野亮廣・梶原雄太）
- 後藤秀樹

〈ゲスト〉
- たむらけんじ
- 2丁拳銃（小堀裕之・川谷修士）

#### ガブンチョ組
- 笑い飯（西田幸治・哲夫）
- 麒麟（田村裕・川島明）
- レギュラー（松本康太・西川晃啓）
- 千鳥（大悟・ノブ）
- ダイアン（西澤裕介・津田篤宏）
- 天津（木村卓寛・向清太朗）
- NON STYLE（石田明・井上裕介）
- 青空（岡友美・須藤理恵）
- ストリーク（山田大介・吉本峰之）
- ババリア（溝黒和昭・三浪昇）
- シュガーライフ（安達健太郎・植松哲平）
- ジャンクション〈現・ファミリーレストラン〉（下林朋央・原田良也）

ほか

### 2003年
このイベントを最後に、イチオシ組とダイアンを除くタレプロ組メンバー、そして友近の19組がbaseよしもとを卒業し、うめだ花月、ルミネtheよしもとに所属した。前年度出演していた次長課長は2002年10月にbaseを卒業し東京進出を果たした為、出演はなかった。

#### イチオシ組・タレントプロデュース組
- FUJIWARA（原西孝幸・藤本敏史）
- シャンプーハット（小出水直樹・てつじ）
- 陣内智則
- バッファロー吾郎（木村明浩・竹若元博）
- サバンナ（八木真澄・高橋茂雄）
- $10（白川悟実・浜本広晃）
- ランディーズ（中川貴志・高井俊彦）
- 野性爆弾（川島邦裕・城野克弥）
- フットボールアワー（岩尾望・後藤輝基）
- ビッキーズ（木部信彦・須知裕雅）
- ロザン（菅広文・宇治原史規）
- チュートリアル（徳井義実・福田充徳）
- ブラックマヨネーズ（小杉竜一・吉田敬）
- キングコング（西野亮廣・梶原雄太）
- ダイアン（西澤裕介・津田篤宏）
- ザ・プラン9（お〜い!久馬・鈴木つかさ・浅越ゴエ・なだぎ武・ヤナギブソン）
- 土肥ポン太
- 後藤秀樹
- ケンドーコバヤシ

#### ガブンチョ組
- 友近
- 笑い飯（西田幸治・哲夫）
- 麒麟（田村裕・川島明）
- 千鳥（大悟・ノブ）
- レギュラー（松本康太・西川晃啓）
- 天津（木村卓寛・向清太朗）
- NON STYLE（石田明・井上裕介）
- 青空（岡友美・須藤理恵）
- 中山功太
- ストリーク（山田大介・吉本峰之）
- ババリア（溝黒和昭・三浪昇）
- シュガーライフ（安達健太郎・植松哲平）
- ジャンクション〈現・ファミリーレストラン（下林朋央・原田良也）
- ネゴシックス

ほか

## 関連作品

### CD
- SUMMER SMILE （作詞: 水野透・川島邦裕、作曲: 水野透）